# Watch City Automobile Company
Watch City Automobile Company war ein US-amerikanischer Hersteller von Automobilen.

## Unternehmensgeschichte
Das Unternehmen wurde 1900 in Waltham in Massachusetts gegründet. Im gleichen Jahr begann die Produktion von Automobilen. Der Markenname lautete Watch City. 1904 endete die Produktion.

## Fahrzeuge
Im Angebot standen ausschließlich Dampfwagen. Einer der Käufer war Louis S. Ross, der das Fahrzeug bei Autorennen einsetzte und später selber Fahrzeuge herstellte, die er als Ross vermarktete.